# Gregorio Martínez (peintre)
Gregorio Martínez est un peintre espagnol originaire de Valladolid, né en 1547, et mort en 1598. Il est un des membres d'une famille d'artistes dont la caractéristique de leur peinture est la grande précision du dessin.

## Biographie

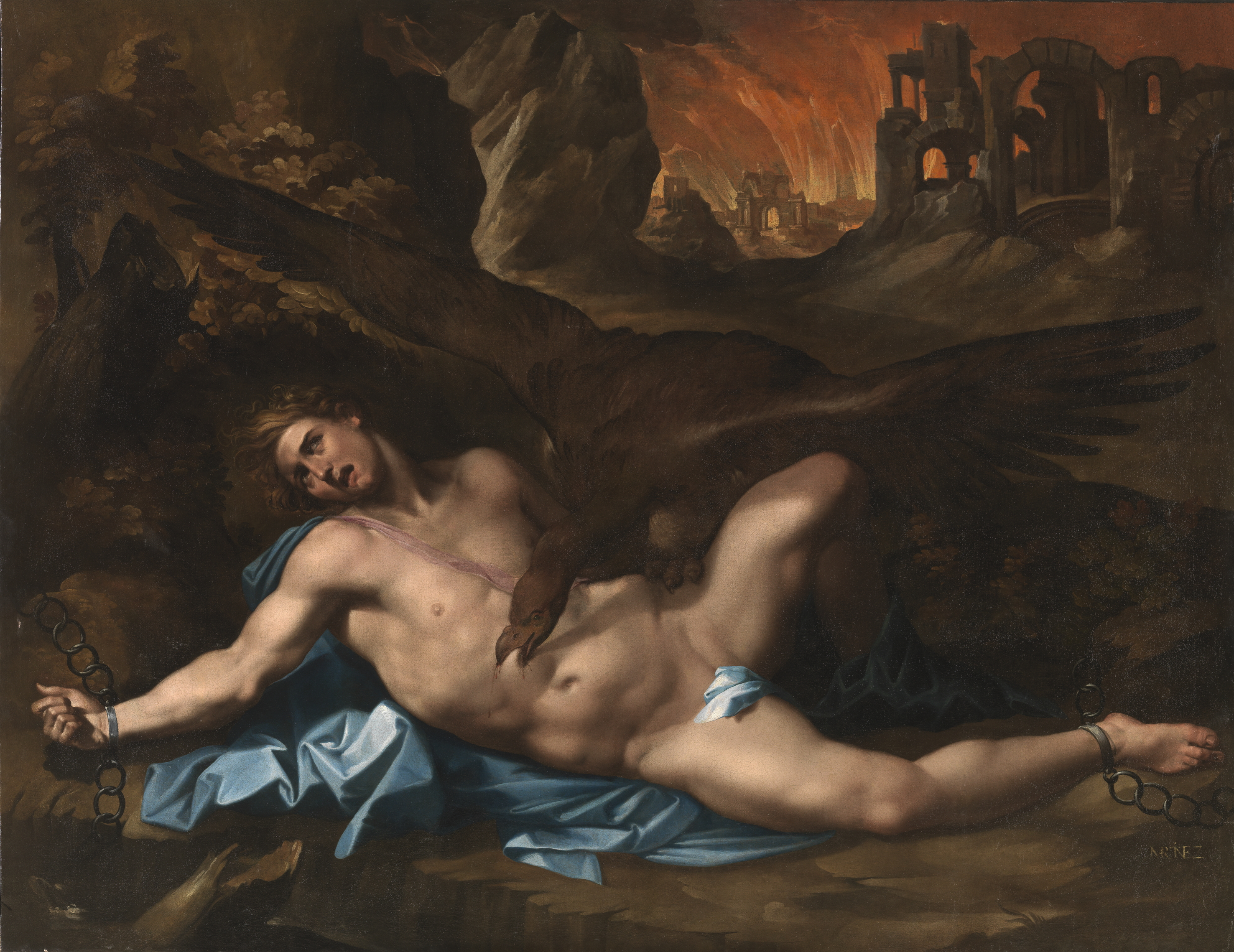
Prométhée enchaîné (vers 1590)
Musée du Prado, Madrid.

Il est le fils de Francisco Martinez le vieux et de Francisca de Espinosa et le jeune frère du peintre Matías de Espinosa. L'italianisme de sa peinture est probablement dû à ses relations avec le peintre florentin Benito Rabuyate qui s'était établi  Valladolid avec un grand nombre de dessins et estampes de sa main, comme l'atteste son testament, avec plus sa connaissance de la peinture réalisée pour le monastère de l'Escurial où il est allé pour évaluer les peintures de Pellegrino Tibaldi et Federico Zuccaro.
En 1565, à seulement 18 ans, il a participé aux décorations réalisées pour l'entrée à Valladolid de la reine Élisabeth de Valois, pour lesquelles son frère aîné, Matías de Espinosa avait été engagé avec Benito Rabuyate et Antonio de Ávila. Ces peintures devaient orner la Puerta del Campo et l'arc de la Costanilla. 
Cette relation avec Rabuyate ainsi que sa participation à ces célébrations, où, parmi d'autres histoires et des motifs mythologiques devaient figurer des peintures représentant Jupiter sous la fome d'un aigle et les Trois Grâces, expliquent la présence son travail connu du tableau Prométhée enchaîné, acquis en 2011 par le musée du Prado. La composition de Gregorio Martínez est proche de celle d'un dessin que Michel-Ange a donné à Tommaso dei Cavalieri, où Prométhée, le héros mythologique qui a volé le feu à Zeus au bénéfice de l'homme, à moins que ce soit Tityos qui soit le sujet du dessin de l'artiste florentin, git enchaîné à un rocher alors qu'un aigle lui dévore le foie en permanence.
Cette influence italienne peut aussi être vue dans le tableau La Sainte Famille avec saint François d'Assise et Marie-Madeleine, anciennement dans la collection Chiloeches, traité à la manière d'une Conversation sacrée, ainsi que la plus connue de ses œuvres, l'Annonciation, qui se trouvait dans la chapelle du banquier Fabio Nelli, aujourd'hui conservée dans le musée national de la sculpture de Valladolid, travail pour laquelle Martínez s'est inspiré d'une estampe de Battista Franco, d'un michelangélisme doux, et qui était déjà très appréciée dans les récits de voyages d'Antonio Ponz et Isidoro Bosarte. 
Il a été marié à Baltasara Ordóñez, dont il a eu Francisco, Marcelo et Luis Martínez de Espinosa. Les deux premiers au moins ont été également peintres.

## Quelques œuvres
- Annonciation (vers 1565), cathédrale de Burgos,
- Vierge à l'Enfant (vers 1567), musée national de la sculpture de Valladolid,
- Annonciation (vers 1576), musée national de la sculpture de Valladolid,
- L'Imposition de la chasuble à saint Ildefonse (dernier quart du XVIe siècle), musée national de la sculpture de Valladolid,
- Pietà avec saint Augustin et saint Nicolas de Tolentino(1590), Davis Museum, Wellesley College,
- Prométhée enchaîné (1590-1596), musée du Prado,
- Annonciation (1596-1597), musée national de la sculpture de Valladolid,
- Visite de Nicodème à Jésus (dernier quart du XVIe siècle), église de Santa María de Castillo, Olmedo.

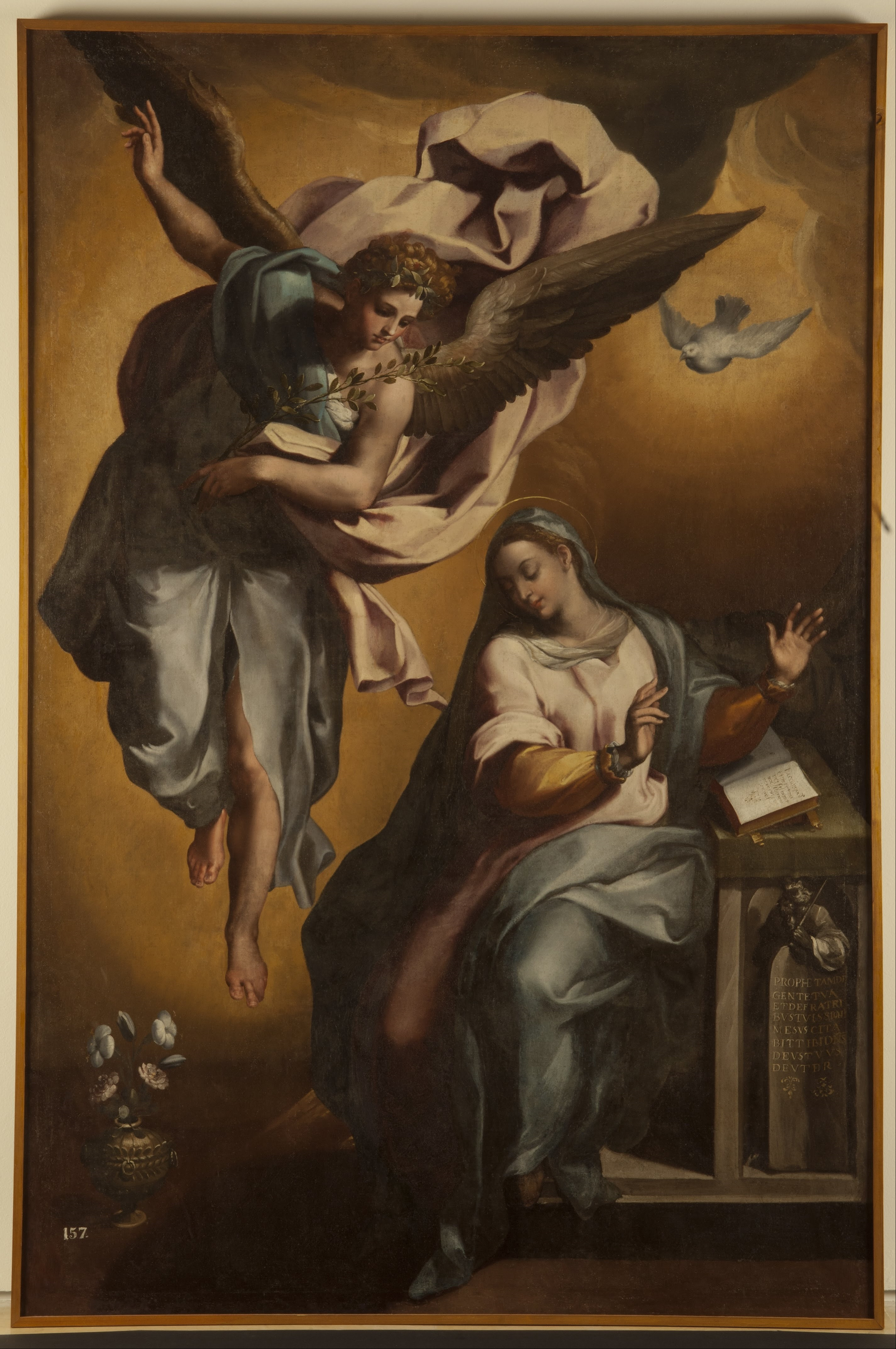
Annonciation (vers 1576) Musée national de la sculpture de Valladolid
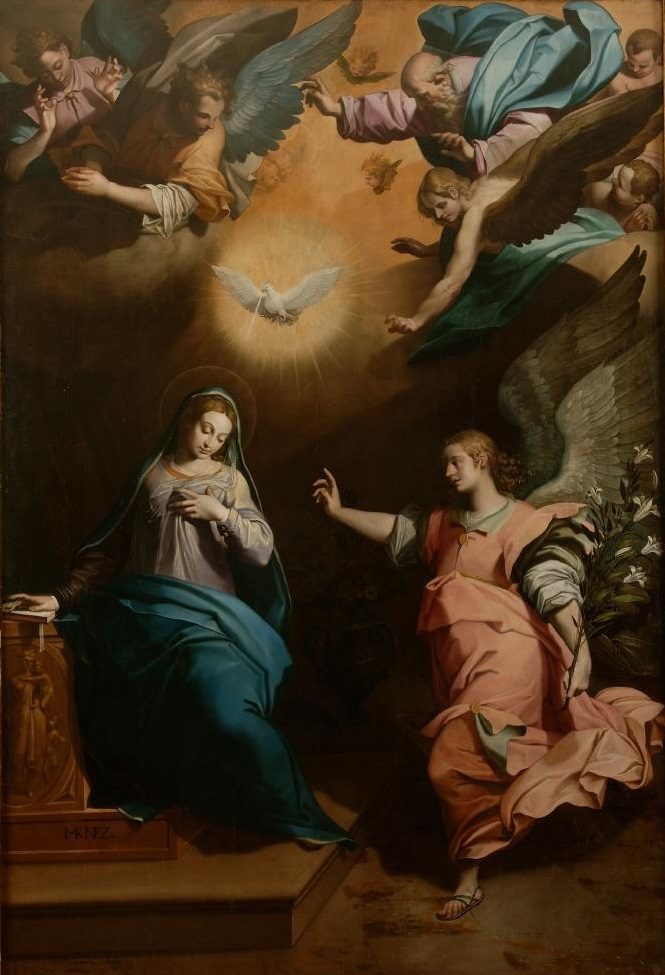
Annonciation (1596-1597) Musée national de la sculpture de Valladolid